# Federazione calcistica della Catalogna
La Federazione calcistica della Catalogna (o Federació Catalana de Futbol  o semplicemente FCF), è stata fondata l'11 novembre 1900 con sede a Barcellona.
L'organo non è affiliato né alla FIFA né alla UEFA e organizza la Copa Catalunya, il Trofeu Catalunya Internacional e i campionati locali; si occupa infine della selezione catalana.